# Euchilichthys royauxi
Euchilichthys royauxi és una espècie de peix de la família dels mochòkids i de l'ordre dels siluriformes.

## Morfologia
- Els mascles poden assolir 22 cm de longitud total.
- Nombre de vèrtebres: 40-42.[1][2]

## Reproducció
És ovípar.

## Hàbitat
És un peix d'aigua dolça i de clima tropical.

## Distribució geogràfica
Es troba a Àfrica: conca del riu Congo des del sud del Camerun fins a la conca del llac Moero.